# Androsace congesta
Androsace congesta är en viveväxtart som först beskrevs av Otto Karl Anton Schwarz, och fick sitt nu gällande namn av A. Kress. Androsace congesta ingår i släktet grusvivor, och familjen viveväxter. Inga underarter finns listade i Catalogue of Life. A. congesta är en lågväxt, kuddformig art med vita blommor. Den är även omskriven som en varietet istället för art, då som Androsace villosa var. congesta.